# Ломба-де-Сан-Педру
Ломба-де-Сан-Педру (порт. Lomba de São Pedro)  —  район (фрегезия) в Португалии,  входит в округ Азорские острова. Расположен на острове Сан-Мигел. Является составной частью муниципалитета  Рибейра-Гранде. Население составляет 309 человек на 2001 год. Занимает площадь 6,99 км².